# World Chinese Martial Arts Federation
World Chinese Martial Arts Federation (WCMAF) – ufundowana i założona w 1967 roku przez Dr. Huang Sian Teha federacja chińskich sztuk walki, która ma siedzibę w stolicy Tajwanu – Tajpej. Stowarzyszenie zostało założone pod nazwą World Martial Arts & Physical Education Association w latach 60., zaś później nazwę zmieniono na World Chinese Martial Arts Federation.

## Mistrzowie
Stowarzyszenie powstało jako mała grupa uczniów szkolących się w północnym i południowym stylu Szaolin Kung-fu, pod kierunkiem emerytowanego generała Huang Sian Teha. Z biegiem lat szkoła rozrastała się dzięki dużemu napływowi uczniów. Niektórzy mistrzowie szkoły:
- Huang Sian Teh
- Chen Shuei Tsai
- Chiu A Wen
- Yu Siang Lin
- Li Chiang Chuan
- Yang Wu Tsai
- Chang Kuo Ching
- Chen Chun Yuan
- Chuang Tien Ching
- Tsai Tsung Chen
- Hsia Pen Ping
- Liu Hsia Fu
- Chang Teng Chi
- Chen Chao Hsiung
- Li Chin Chang
- Wu Yueh Kuei
- Chang Chieng Feng
- Chang Ko Hsiu Luan
- Chen Huang Hsiu Chin
- Hsien Chia Ming

## Oddziały szkolne
W uczelni tej funkcjonują następujące oddziały:
- Światowa Federacja do spraw społeczeństwa "Chi Kung"
- Stowarzyszenie Chińskich Sztuk Walki
- Federacja Kung-fu Chińskiego Tajpej
- Stowarzyszenie do spraw Medycyny Chińskiej
- Grupa "Wu Yuen"

## Organizacja
Obecnie WCMAF nadzoruje działalność ponad 400 innych szkół na całym świecie. W sierpniu 2005 roku do uczelni przybyła delegacja mnichów z Klasztoru Szaolin z wizytą, gdzie delegacja złożyła podziękowania dla mistrzów i uczniów szkoły. Federacja jest również gospodarzem Mistrzostw Świata w Kung Fu, które odbywają się corocznie w Republice Chińskiej.